# Hiram Percy Maxim
Hiram Percy Maxim (ur. 2 września 1869, zm. 17 lutego 1936) był współzałożycielem amerykańskiego związku krótkofalowców – American Radio Relay League; początkowo używał amatorskiego znaku wywoławczego 1AW, następnie W1AW, który obecnie jest znakiem wywoławczym radiostacji klubowej Głównego Biura ARRL. Jego transformatorowy nadajnik iskrowy nazwany "Old Betsy" zajmuje honorowe miejsce w Głównym Biurze ARRL.